# رجب سيليك
رجب سيليك (بالتركية: Recep Çelik)‏ هو منافس ألعاب قوى تركي، ولد في 10 يونيو 1983 في ديار بكر في تركيا.

## وصلات خارجية
- رجب سيليك على موقع الاتحاد الدولي لألعاب القوى (الإنجليزية)
- رجب سيليك على موقع أوليمبيديا (الإنجليزية)